# RS-437
Pour les articles homonymes, voir Route 437.
La RS 437 est une route locale du Nord-Est de l'État du Rio Grande do Sul reliant la municipalité de Vila Flores à celle d'Antônio Prado. Elle dessert ces deux seules communes, et est longue de 40 km. Elle n'est pas asphaltée et doit être prolongée jusqu'à Campestre da Serra.